# Управљачка палица авиона
Управљачка палица је део кабине авиона која се најчешће налази између ногу пилота (и копилота). Пошто су команде мотора код борбених авиона најчешће лоциране на левој страни кабине и намењене управљању левом руком, десна рука је слободна за управљање управљачком палицом. Управљање палицом је могуће и левом руком.
Пилотска палица је део контролног система летења. Код савремених авиона палица је опремљена додатним електронским контролама - дугмадима које пилот прстима може да дохвати и тиме се олакшава управљање авионом.
Супротно овоме је могућност да се палица нађе десно од пилота као код авиона F-16, F-35 или Дасо Рафал. Кабине новијих путничких авиона од А320-ице до А380, као и Боингових 777/787-ица су опремљени управљачком палицом која се налази лево од пилота, односно десно од копилота.

## Историја
Управљачка палица датира са почетка двадесетог века. Године 1900. Вилхелм Крес у Аустроугарској је развио пилотску палицу за авион али је није патентирао. Уместо тога патент пилотске палице је пријавио Роберт Есно-Пелтери 1907. године.